# Базар'янка
Базар'я́нка (Базир'ямка) — село Тузлівської сільської громади, у Білгород-Дністровському районі Одеської області України. Населення становить 1153 осіб.

## Населення
Згідно з переписом УРСР 1989 року чисельність наявного населення села становила 1055 осіб, з яких 477 чоловіків та 578 жінок.
За переписом населення України 2001 року в селі мешкали 1153 особи.

### Мова
Розподіл населення за рідною мовою за даними перепису 2001 року:
| Мова       | Відсоток |
| ---------- | -------- |
| українська | 84,48 %  |
| російська  | 9,89 %   |
| румунська  | 3,73 %   |
| болгарська | 1,47 %   |
| білоруська | 0,26 %   |